# Cylindropuntia anteojoensis
Cylindropuntia anteojoensis är en kaktusväxtart som först beskrevs av Donald John Pinkava, och fick sitt nu gällande namn av Edward Frederick Anderson. Cylindropuntia anteojoensis ingår i släktet Cylindropuntia, och familjen kaktusväxter. Inga underarter finns listade i Catalogue of Life.